# Strzemieszyce Folwark
Strzemieszyce Folwark (niem. Strzemieszyce-Vorwerk) – dawna wieś, od 1954 w granicach Dąbrowy Górniczej, w województwie śląskim. Obecnie stanowi część dzielnicy Strzemieszyce Wielkie jednoznaczną z osiedlem Czernica (okolice ulicy Bocznej).

## Historia
Strzemieszyce Folwark to dawna wieś należąca w latach 1867–1941 do gminy Olkusko-Siewierskiej w powiecie będzińskim. W II RP przynależały do woj. kieleckiego. 31 października gminę Olkusko-Siewierską podzielono na osiem gromad. Strzemieszyce Folwark ustanowiły gromadę o nazwie Strzemieszyce Folwark, składającą się z wsi Strzemieszyce-Folwark, fabryki Strem i osiedla Mojchowizna.
Podczas II wojny światowej włączone do III Rzeszy. Gromada Strzemieszyce Folwark (Strzemieszyce-Vorwerk) weszła w skład nowej gminy Strzemieszyce.
Po wojnie Strzemieszyce Folwark wraz z całym powiatem będzińskim włączono do województwa śląskiego. Władze polskie utrzymały utworzoną przez hitlerowców gminę Strzemieszyce, która od 1 grudnia 1945 była podzielona na 9 gromad, w tym Strzemieszyce Folwark. Gromada Strzemieszyce Folwark składała się odtąd już tylko z dwóch jednostek – wsi Strzemieszyce Folwark i kolonii Przełajka. Wkrótce przywrócono gminie Strzemieszyce jej przedwojenną nazwę Olkusko-Siewierska, mimo że nie obejmowała ona już Gołonogu i Ząbkowic (stanowiły odrębne gminy).
1 stycznia 1950 gminę Olkusko-Siewierską podzielono na dwie gminy: Kazimierz i Strzemieszyce Wielkie; Strzemieszyce Folwark weszły w skład tej drugiej wraz z gromadami Strzemieszyce Wielkie, Strzemieszyce Małe i Grabocin.
W związku z reformą znoszącą gminy jesienią 1954 roku, ustanowiono nową gromadę Strzemieszyce Wielkie, w skład której weszły  dotychczasowe gromady Strzemieszyce Folwark, Strzemieszyce Wielkie i Grabocin. Gromadę Strzemieszyce Wielkie zniesiono już po pięciu tygodniach, 13 listopada 1954, w związku z nadaniem jej statusu miasta, przez co Strzemieszyce Folwark stały się obszarem miejskim i zarazem integralną częścią Strzemieszyc Wielkich.
27 maja 1975 Strzemieszyce Wielkie, wraz ze Strzemieszycami Folwarkiem, stały się częścią Dąbrowy Górniczej.